# 주한 투르크메니스탄 대사관
주한 투르크메니스탄 대사관(투르크멘어: Koreýa Respublikasyndaky Türkmenistanyn ilçihanasy, 러시아어: Посольство Туркменистана в Республике Корея)은 대한민국 서울특별시 용산구 동빙고동 1-88에 있는 투르크메니스탄 대사관이다. 현직 주한 투르크메니스탄 대사는 미랏 맘메탈리예프이다.

## 역사
투르크메니스탄과 대한민국 양국은 1992년 수교 이래, 2006년까지 양국간 인적 교류 및 협력 수준이 미미하였으나, 2007년 2월 구르반굴리 베르디무하메도프 대통령 취임 이후 양국 관계는 활발해지기 시작했다. 2008년에는 대한민국-투르크메니스탄 정상회담(8월 2008년 베이징 하계 올림픽 개막식 참석 계기, 11월 베르디무하메도프 대통령 국빈 방한)이 2차례나 열리면서 양국은 "호혜적 동반자 관계"를 선포했다. 2013년에 주한 투르크메니스탄 대사관을 개설함으로써 양국 모두에 대사관이 설립되었다.

## 주요 업무
주요 업무는 대한민국 정부와의 외교, 교섭, 투자 유치 활동, 대한민국 거주 투르크메니스탄 국민의 보호 육성, 외교 정책 홍보, 문화, 학술, 체육 협력, 여권, 입국 사증 발급 및 영사 확인 업무 등이다.

## 같이 보기
- 투르크메니스탄의 재외공관 목록
- 주투르크메니스탄 대한민국 대사관
- 대한민국 주재 외국공관 목록
- 대한민국-투르크메니스탄 관계